# Jonna Järnefelt
Irja Johanna (Jonna) Järnefelt, född 3 oktober 1964 i Esbo, är en finlandssvensk skådespelare.
Järnefelt studerade vid Teaterhögskolans institution för danskonst 1983–1985 men fortsatte sedan vid institutionen för skådespelare till 1988. Detta år fick hon anställning på Lilla teatern, där hon under en följd av år gjorde många roller både i den allvarliga genren och i revyer, komedier och farser. Hon var Cecilia i Joakim Groths pjäs Främlingarna, Beatrice i Bengt Ahlfors science fiction-pjäs Maries barn och Madame de Tourvel i Farliga förbindelser. Hon har även medverkat i flera av Bengt Ahlfors' revyer, med början i Blandade känslor 1988.
Järnefelt gifte sig 1990 med Asko Sarkola och har därefter varit frilans. Till hennes främsta roller efter tiden på Lilla teatern hör Sally Bowles i musikalen Cabaret och Diana i musikalen Next to Normal. Hon har också gjort klassiker som Liliom av Ferenc Molnár och Ivanov av Tjechov på Stockholms Stadsteater. Hon sammanställer och presenterar också egna sångkvällar för en större eller mindre publik.
Hon tilldelades Gösta Ekman-priset 1993 och blev teaterkonstmagister 1996.

## Filmografi (urval)
- 1989 – Kotia päin
- 1994 – Illusioner
- 1994 – Småstadsberättelser (TV-serie)
- 1995 – Mannen utan ansikte
- 2000 – Övergivna hus (TV-serie)
- 2003 – Operation Stella Polaris (TV-serie)
- 2004 – Pelikanmannen
- 2012 – Johan Falk: Organizatsija Karayan
- 2014 – Tjockare än vatten (TV-serie)
- 2020 – Cold Courage (TV-serie)
- 2021 – Agatha Christies Hjerson (TV-serie)